# Metrichia thirysae
Metrichia thirysae är en nattsländeart som först beskrevs av Jacquemart 1980.  Metrichia thirysae ingår i släktet Metrichia och familjen smånattsländor. Inga underarter finns listade i Catalogue of Life.